# Podlešje
Podlešje je naselje v Občini Šentjur.